# Židovský hřbitov v Blevicích
Židovský hřbitov v Blevicích se nachází na jižním okraji středočeské obce Blevice, okres Kladno, u kraje lesa při silnici vedoucí od obecního úřadu na jih k Mozolínu. Hřbitov je chráněn jako kulturní památka.

## Historie

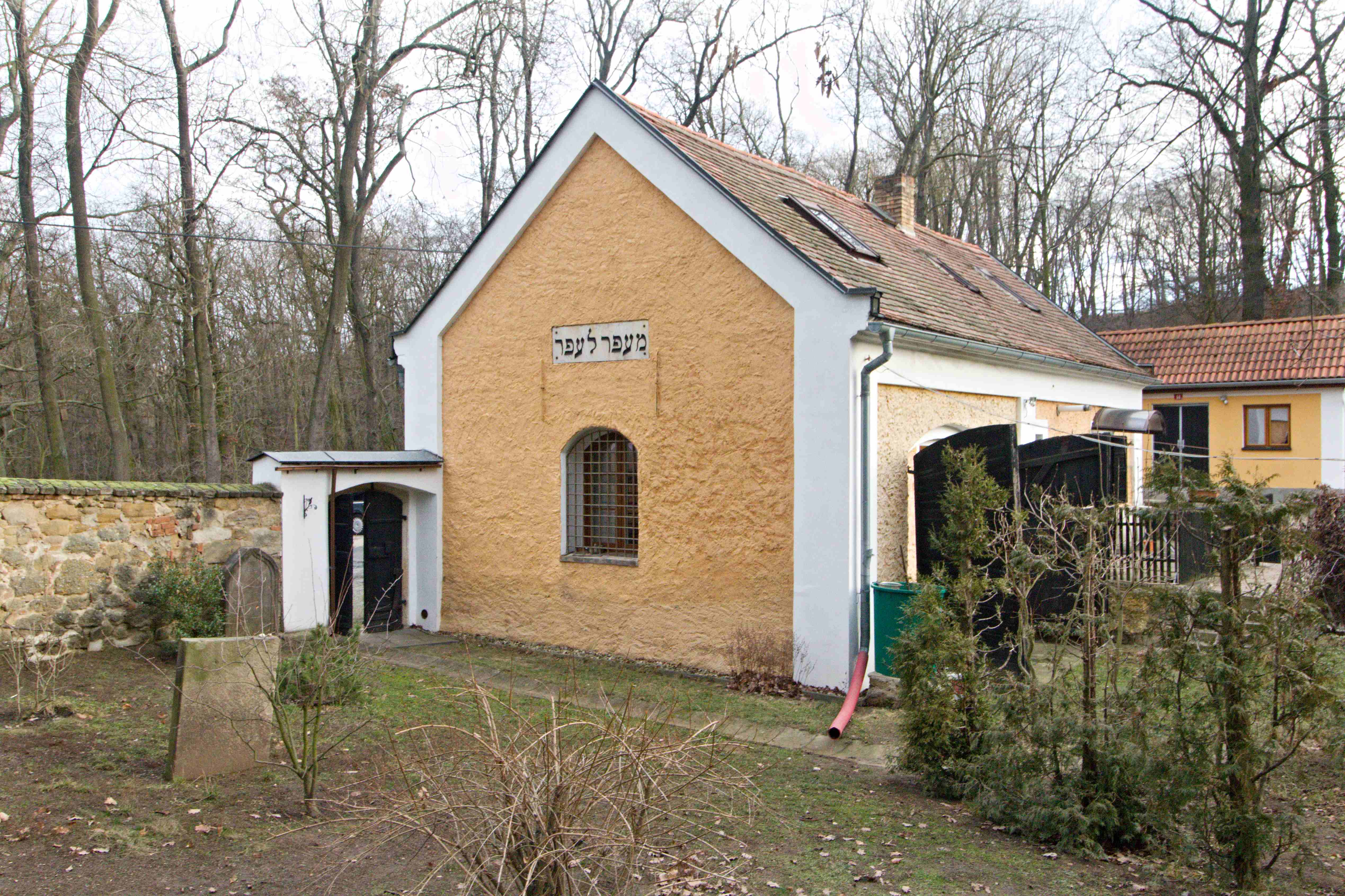
Hřbitovní dům

Hřbitov byl založen asi v první polovině 17. století. Dochovalo se zde cca 300 náhrobků i hřbitovní dům snad z roku 1884, který hrobník využíval k bydlení. Na jeho fasádě je patrný hebrejský nápis "מעפר לעפר" (Z prachu zpět do prachu) parafrázující biblické „Prach jsi a v prach se obrátíš“, nad brankou areálu stojí letopočet 1885. Malá část plochy hřbitova byla prodána a slouží jako zahrada.
Nejstarší dochovaný a spolehlivě čitelný náhrobek paní Ester dcery lékaře Wolfa pochází z roku 1719. V samotných Blevicích samostatná židovská obec neexistovala, podle dosavadního zpracování epitafů zde dokonce neleží nikdo z Blevic. Náboženská obec byla usídlena nejprve v Ješíně, později ve Velvarech.
Podle Huga Golda sloužil hřbitov židům ze zhruba padesáti okolních obcí. Tolik lokalit epitafy sice nepotvrzují nicméně spolehlivě tu najdeme mrtvé z Ješína, Velvar, Bučiny, Žižic, Kovárů a Neuměřic, dále se objevují i Zlonice, Hostouň (ačkoli ta má svůj vlastní židovský hřbitov), Černuc, Buštěhrad, Podlešín, Přítočno a Zlonice.
Z místních rodin jsou nejčastěji zastoupeni Hellerovi, Duschenesovi, Kosinerovi, Taussikovi a rodiny Beck a Schallheim.
Poslední pohřeb zde proběhl v roce 1945.